# Gounaka
Gounaka (auch: Gournaka) ist ein Dorf in der Stadtgemeinde Tessaoua in Niger.

## Geographie
Das von einem traditionellen Ortsvorsteher (chef traditionnel) geleitete Dorf befindet sich rund sieben Kilometer südöstlich des urbanen Zentrums von Tessaoua, der Hauptstadt des gleichnamigen Departements Tessaoua in der Region Maradi. Weitere Siedlungen in der Umgebung von Gounaka sind Maïjirgui im Nordosten, Baoudetta im Südosten, Madobi im Süden und Iyataoua im Westen.
Gounaka ist Teil der Übergangszone zwischen Sahel und Sudan. Die durchschnittliche jährliche Niederschlagsmenge beträgt hier zwischen 400 und 500 mm.

## Bevölkerung
Bei der Volkszählung 2012 hatte Gounaka 4736 Einwohner, die in 553 Haushalten lebten. Bei der Volkszählung 2001 betrug die Einwohnerzahl 3351 in 428 Haushalten und bei der Volkszählung 1988 belief sich die Einwohnerzahl auf 2752 in 428 Haushalten.
Die Bevölkerungsdichte in diesem Gebiet ist für nigrische Verhältnisse hoch.

## Wirtschaft und Infrastruktur
Das Gebiet der Ebenen im südlichen Teil der Region Maradi, in dem Gounaka liegt, ist von einer anhaltenden Degradation der ackerbaulichen Flächen gekennzeichnet, die mit der hohen Bevölkerungsdichte in Zusammenhang steht. Im Dorf ist ein Gesundheitszentrum des Typs Centre de Santé Intégré (CSI) vorhanden. Es gibt eine Grundschule.